# Pignone
Pignone (im Ligurischen: Pignùn) ist eine italienische Gemeinde mit 527 Einwohnern (Stand 31. Dezember 2023) in der Region Ligurien. Politisch gehört sie zu der Provinz La Spezia.

## Geographie
Pignone gehört zu der Comunità Montana della Media e Bassa Val di Vara. Außerdem bildet die Gemeinde mit ihrem Territorium einen Teil des Naturparks Montemarcello-Magra.

## Wirtschaft
Die Wirtschaft von Pignone basiert größtenteils auf der Landwirtschaft. Hauptprodukte sind Oliven, Wein und Käse.